# Лутовиновский сельский совет (Козельщинский район)
Лутовиновский сельский совет (укр. Лутовинівська сільська рада) — входит в состав
Козельщинского района
Полтавской области
Украины.
Административный центр сельского совета находится в 
с. Лутовиновка.

## Населённые пункты совета
- с. Лутовиновка
- с. Анновка
- с. Задолга
- с. Кащевка
- с. Майорщина